# Typhoon Generation
«Typhoon Generation» (台風ジェネレーション Taifuu Jienereshon?) es una canción grabada por la banda japonesa Arashi, lanzada el 12 de julio de 2000 bajo la discográfica Pony Canyon. Ambas ediciones, tanto la regular como la limitada fueron sacadas con dos canciones y sus respectivos karaokes, pero solo la versión limitada incluyó un póster.

## Información del sencillo

### "Typhoon Generation"
- Letras: Youji Kubota
- Compuesto por: Kouji Makaino

### "Asu Ni Mukatte Hoeru"
- Letras: Maria Kuze
- Compuesto por: Shin Tanimoto

## Lista de pistas
| Pista # | Título de pista                                                   | Duración |
| ------- | ----------------------------------------------------------------- | -------- |
| 1       | "Typhoon Generation" ("台風ジェネレーション")                     | 5:13     |
| 2       | "Asu Ni Mukatte Hoeru" ("明日に向かって吠えろ")                   | 5:34     |
| 3       | "Typhoon Generation" (Karaoke) ("台風ジェネレーション"カラオケ)   | 5:01     |
| 4       | "Asu Ni Mukatte Hoeru" (Karaoke) ("明日に向かって吠えろ"カラオケ) | 5:19     |